# Camillo Leonardi
Pour l’article homonyme, voir Leonardi (homonymie).
Camillo Leonardi (naissance au XVe siècle à Pesaro, décès au XVIe siècle) est un astronome, astrologue et minéralogiste italien.

## Biographie
Il est un courtisan de Costanzo I Sforza et de son fils Giovanni Sforza. Il obtient un doctorat en médecine à l'université de Padoue.
En 1502, il publie en latin à Venise l'ouvrage Speculum lapidum dans lequel il répertorie plus de 280 pierres, dont beaucoup manquent de preuves minéralogiques et sont donc le fruit de l'imagination des temps antérieurs. Il traite de la correspondance des pierres avec les signes du zodiaque et examine les vertus des pierres travaillées, c'est-à-dire taillées pour en faire des bijoux, des sceaux et des camées, en puisant des nouvelles de l'astrologue arabe médiéval Thābit ibn Qurra. De nombreuses pierres précieuses, de nombreuses roches, certains matériaux aujourd'hui assimilables à des fossiles et pratiquement tous les métaux sont présentées. Il s'agit donc d'un travail important, qui conclut ce type de recherche qui, à l'époque précédente, n'avait produit que peu de volumes, dont le plus précieux est sans aucun doute le Lapidario d'Alphonse X de Castille.
Speculum lapidum est mis à l’Index librorum prohibitorum du 4 décembre 1674 à 1900.